# 歐洲澤蛭
歐洲澤蛭（学名：Helobdella europaea）为舌蛭科澤蛭屬下的一个种。